# Bulnesia foliosa
Bulnesia foliosa es un árbol de pequeño porte del Gran Chaco que se da en Sudamérica, particularmente en Argentina y Paraguay, probablemente también en Bolivia .

## Descripción
Es un arbusto perennifolio que se encuentra a una altitud de hasta 500 metros en  Argentina y Paraguay.

## Taxonomía
Bulnesia foliosa fue descrita por August Heinrich Rudolf Grisebach  y publicado en Abhandlungen der Königlichen Gesellschaft der Wissenschaften zu Göttingen 19: 106–107. 1874.